# Здание музыкально-драматического театра (Петрозаводск)
Здание музыкально-драматического театра — здание в стиле позднего неоклассицизма, построенное в 1955 г. для Музыкально-драматического театра Карело-Финской ССР (в настоящее время — Музыкальный театр Республики Карелия) в Петрозаводске на площади Кирова. Является памятником градостроительства и архитектуры регионального значения.

## История

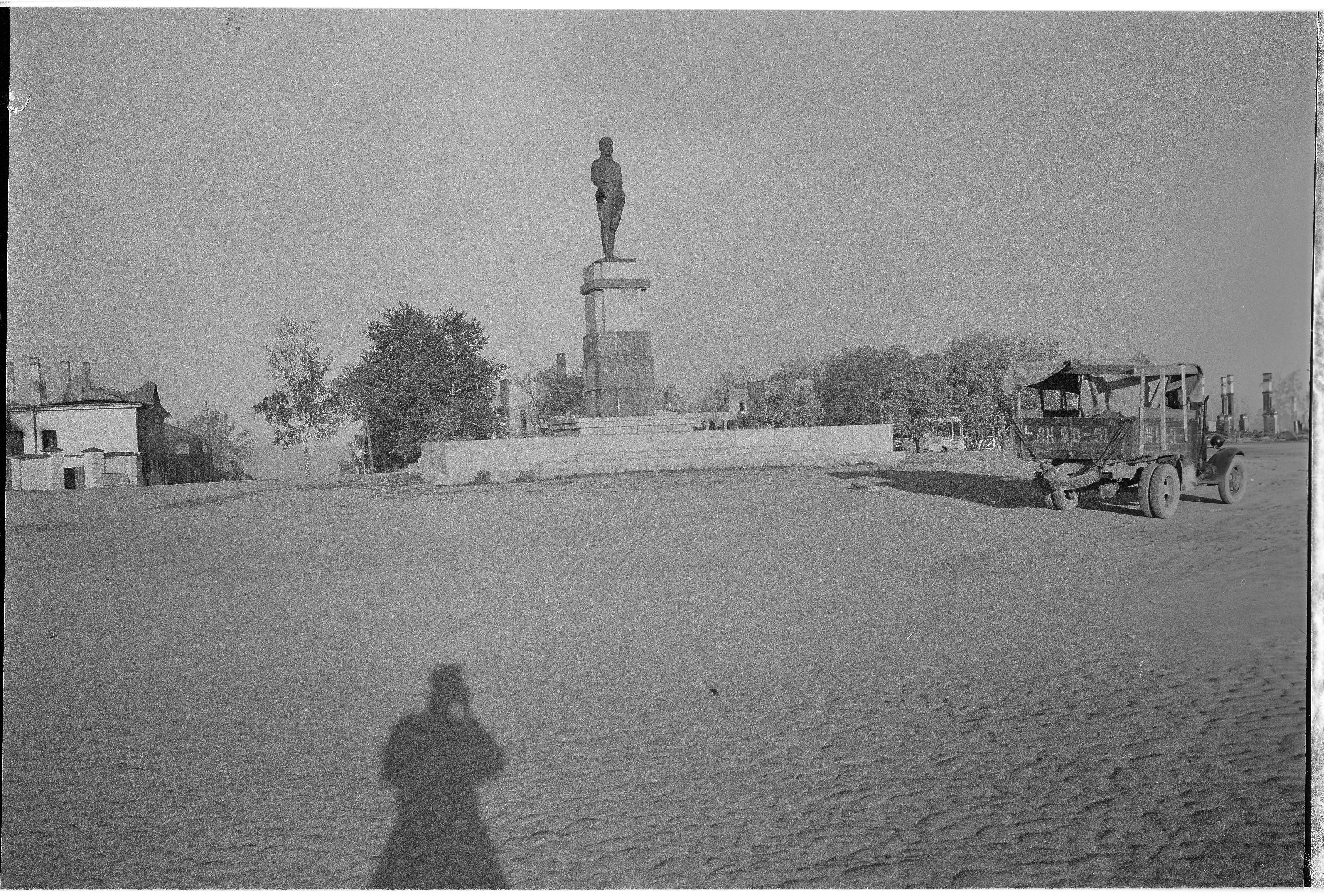
Площадь Кирова в 1941 г.

В начале XX века доминантой Соборной площади и, возможно, всего города был большой Святодуховский собор. После уничтожения собора почти 20 лет площадь, получившая в 1936 г. имя С. М. Кирова, не застраивалась, пока в 1952 году не началось строительство театрального здания. Распространено заблуждение, что театр построен прямо на месте храма, однако и план Соборной площади, и снимки, и рисунки того времени опровергают его. Театр сильно отодвинут от того места, где был храм. Кроме того, фундаменты снесённого собора оставались в земле, а строительство нового здания не могло начаться на старом фундаменте — это было бы слишком рискованно.
В 1946—1950 гг. существовала идея постройки на площади Кирова большого Дворца советов. Архитектором этого проекта был Дмитрий Масленников. В рамках этой идеи предусматривался снос здания Гостеатра (нынешний Национальный театр, ранее в нём размещался кинотеатр «Триумф»), а новое здание театра должно было быть построено напротив — на проспекте Карла Маркса на месте бывшего Гостиного двора, утраченного в годы войны. Однако идея Дворца советов так и не была реализована, а здание кинотеатра «Триумф» хотя и было перестроено, но осталось на том же месте.
Также в 1945 году рассматривался вариант театрального здания, предложенный архитектором-авангардистом Леонидом Павловым. Проект отличался брутальностью, национальными мотивами, однако присутствовали в нём и классические элементы: колонны, ладья на кронштейнах с большим выносом. Однако и этот проект не был реализован.
В 1950 году было решено отказаться от строительства Дворца советов, а здание нового театра перенести на площадь Кирова. Решение было принято в 1951 году. Проектированием занимался коллектив сотрудников Государственного института по проектированию театрально-зрелищных предприятий «Гипротеатр»: Елизавета Натановна Чечик, А. П. Максимов (в документах указаны только инициалы) и присоединившийся к ним недавний студент архитектурного института Савва Григорьевич Бродский, авторству которого принадлежит оформление интерьеров и фасада театра. В 1952 году началось строительство.
Изначально здание строилось для Театра русской драмы, но уже после того, как началось строительство, было принято решение создать здесь и музыкальную труппу. Из-за этого театру досталась небольшая оркестровая яма, не вмещающая полноценного оркестра.
Скульптор Сергей Конёнков сделал для театра несколько групп из авторских скульптур. Главный фасад украшен скульптурной композицией «Дружба». Портик заднего фасада обрамлён скульптурной композицией «Музыканты» (две тематически объединённые одиночные статуи). В работе над скульптурами Конёнкову помогали молодые скульпторы Василий Бедняков, Маргарита Воскресенская, Борис Дюжев, Олег Кирюхин, Иван Кулешов, Ираида Маркелова и Александр Ястребов.
В 2006—2009 гг. была проведена реконструкция и реставрация: за счёт первого ряда партера удалось расширить оркестровую яму, был выделен VIP-ряд в партере, устроены по две ложи с каждой стороны зала вместо одной, на первом ярусе оборудованы рубки для осветителей и звукорежиссёров. После реконструкции местимость зала уменьшена до 617 мест (по сравнению с проектной — 800).
В 2019 г. здание театра было внесено в Единый государственный реестр объектов культурного наследия как памятник градостроительства и архитектуры регионального значения.

## Архитектура
Здание расположено в восточной части площади Кирова. Архитектура театра — подражание Большому театру в Москве и Александринскому театру в Санкт-Петербурге. Объём здания вытянут с запада на восток и составляет пять этажей. Крыша двускатная. Здание размещено на высоком подиуме, на который со стороны главного (западного) фасада ведёт парадная лестница. Есть также лестницы со стороны боковых фасадов. Подиум и лестницы облицованы гранитными плитами.
Главный фасад обращён на площадь Кирова. Этот фасад оформлен монументальным крупномасштабным портиком с каннелюрированными колоннами коринфского ордера и кессонным потолком в нише. Портик завершается треугольным фронтоном с аркой, обрамлённой архивольтом. В нише фронтона располагается скульптурная композиция «Дружба» С. Т. Конёнкова. Главный вход выполнен в виде трёх дверных проёмов, украшенных дорическими пилястрами. Над дверными проёмами размещён декоративный пояс с оригинальными барельефными театральными масками работы С. Г. Бродского. На лицевой фасад также выходят три витражных окна фойе театра. Арочные завершения оконных проёмов обрамлены пилястрами и декоративными арочными поясами. По обе стороны от витражей размещены две ниши с полукруглым верхом с барельефами в виде вазонов.
Боковые фасады (северный и южный) идентичны по композиции. Дополнительные входы в здание, расположенные в центральной части боковых фасадов, оформлены профилированными карнизами на фигурных кронштейнах. Фриз и простенки оконных проёмов пятого этажа украшены многофигурными барельефами, которые заходят на восточный и частично на главный фасады. Часть барельефов фриза (маски, лиры, декоративное лепное убранство) принадлежат авторству С. Г. Бродского, а барельефы танцующих юношей и девушек — авторству С. Т. Конёнкова.
В центральной части восточного фасада расположен шестиколонный портик коринфского ордера. По обеим сторонам портика размещены скульптуры композиции «Музыканты» С. Т. Конёнкова. На подиум ведёт двухвсходное крыльцо, ограждённое гранитным парапетом.

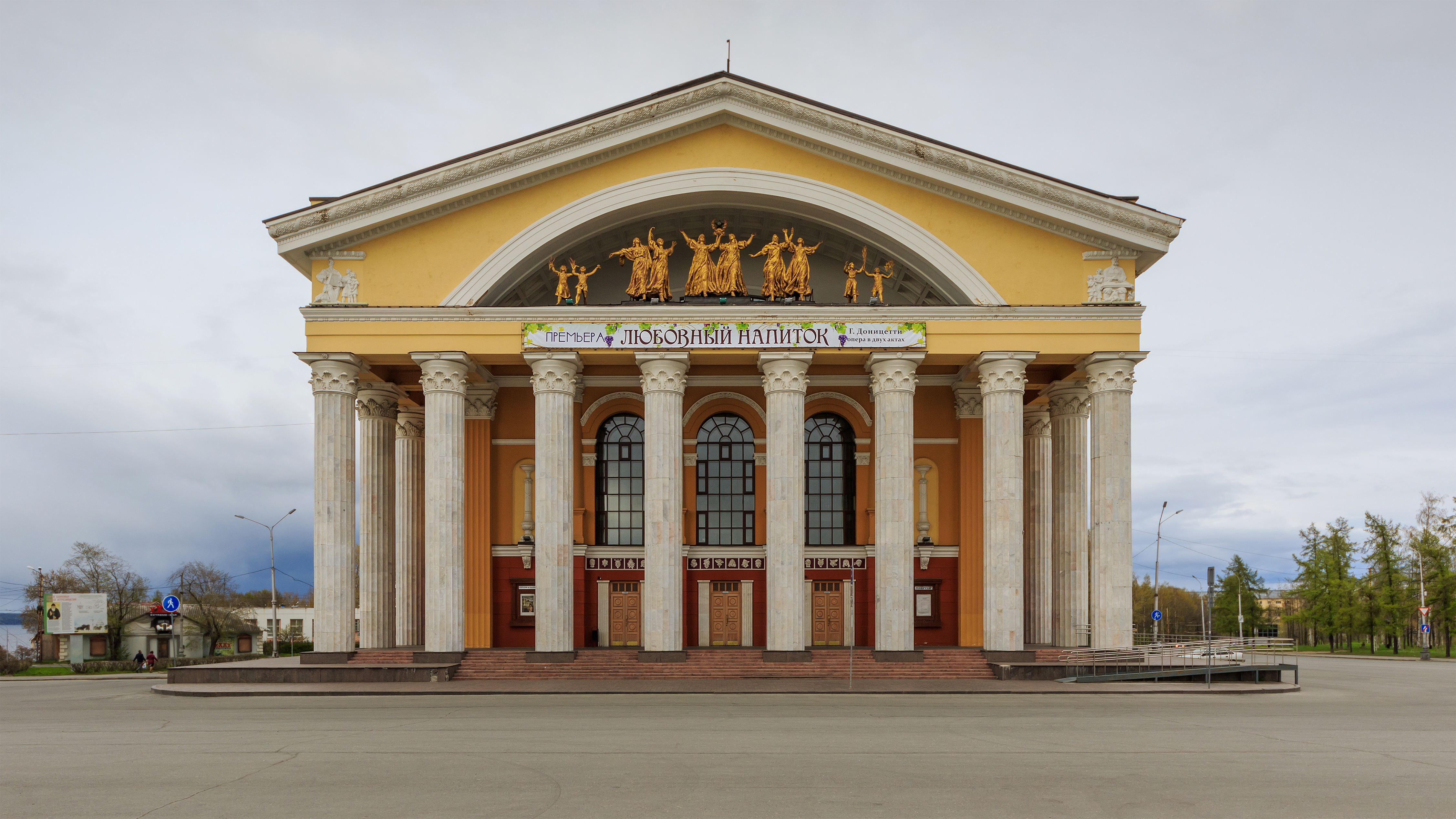
Главный фасад: портик, фронтон, «Дружба»
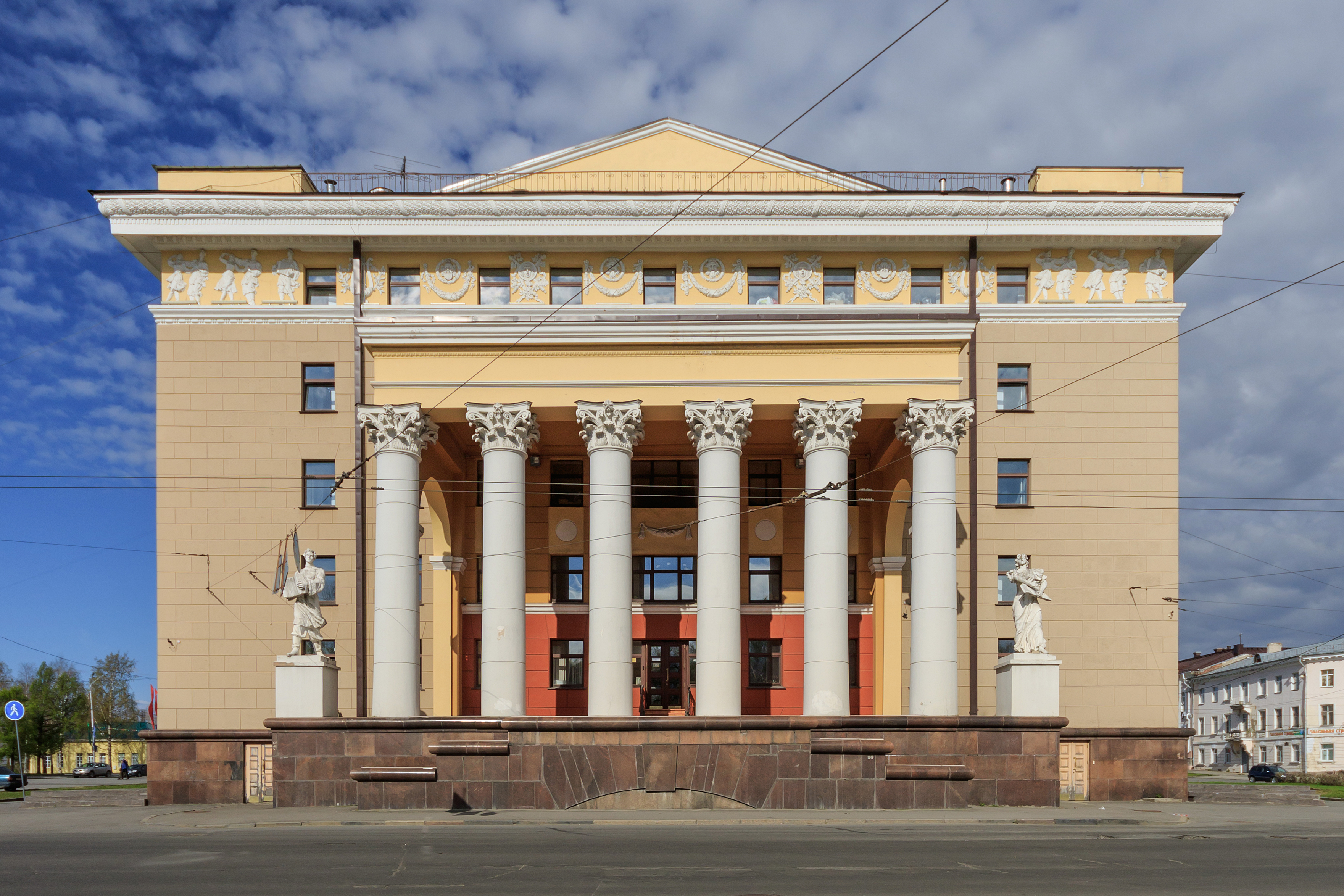
Восточный фасад: портик, «Музыканты»
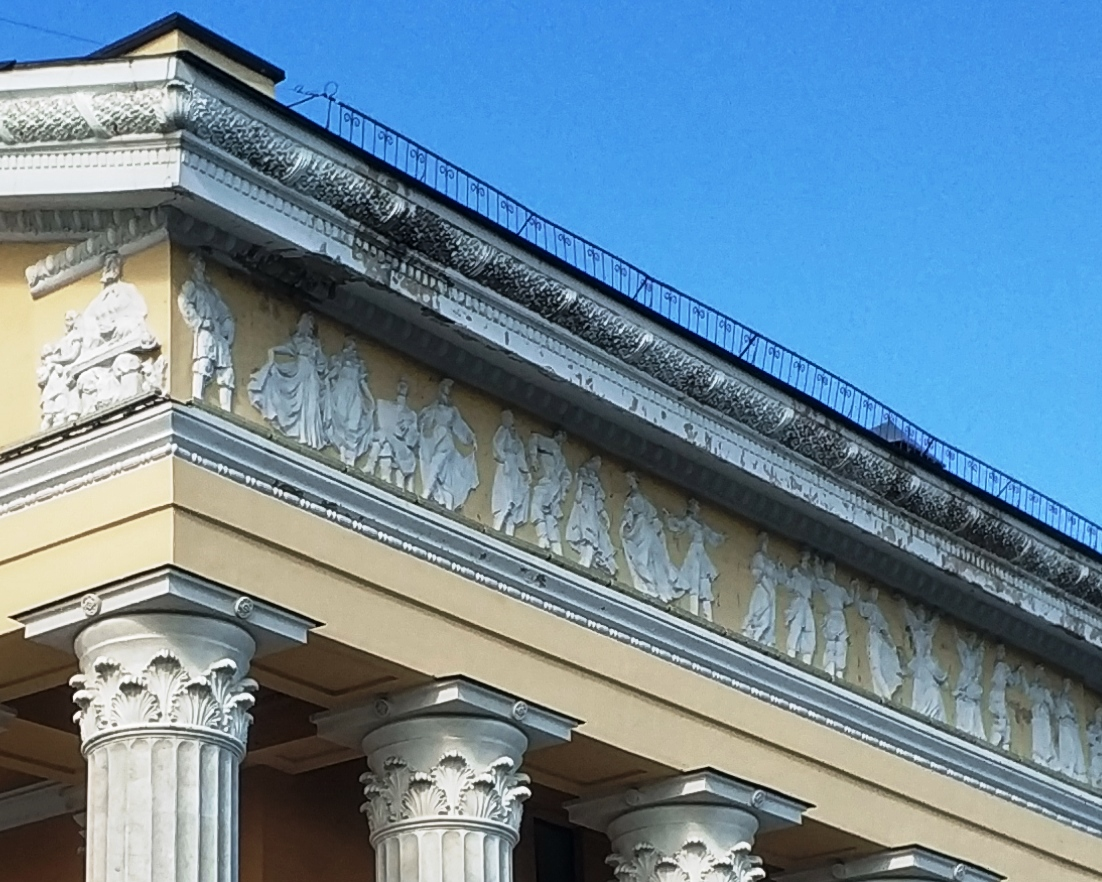
Барельефы на фризе
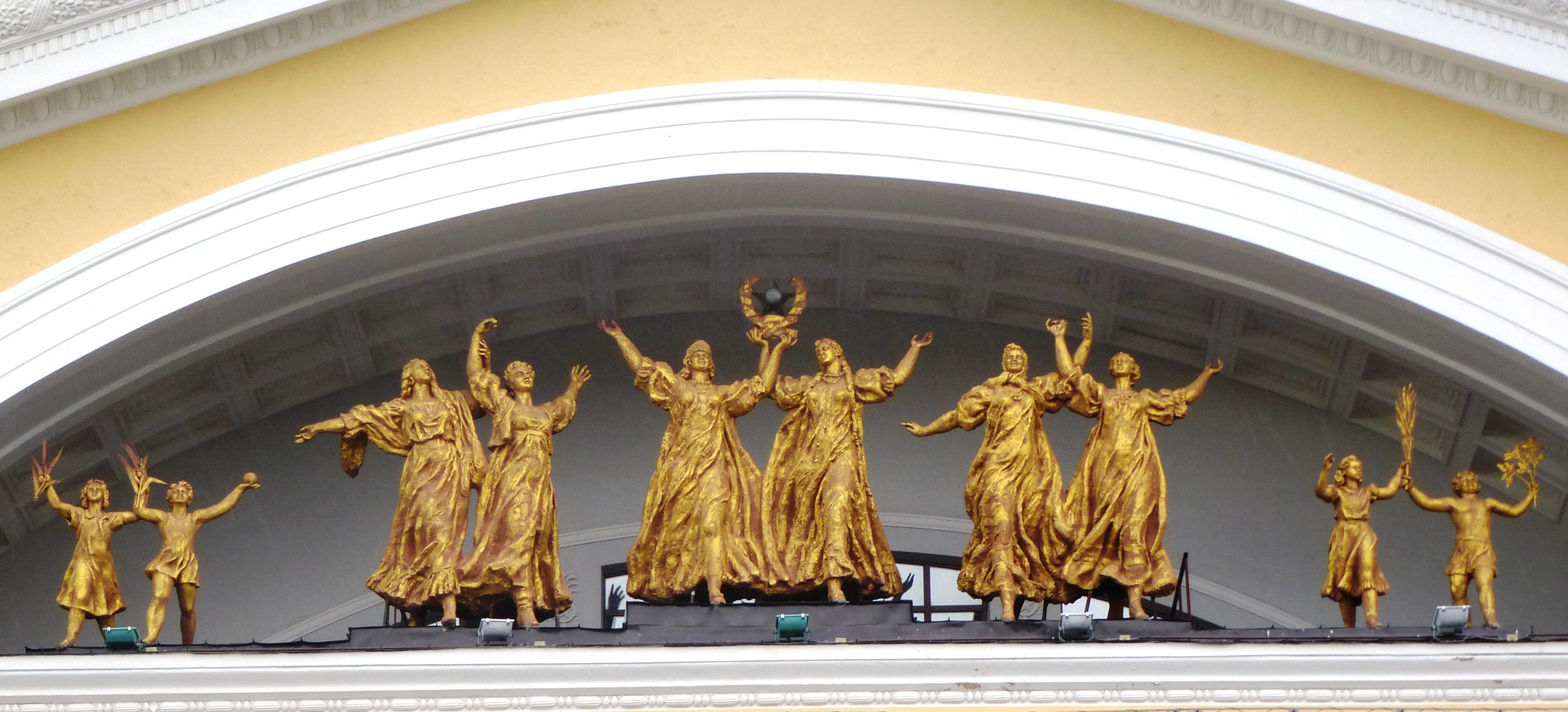
Скульптурная композиция «Дружба»
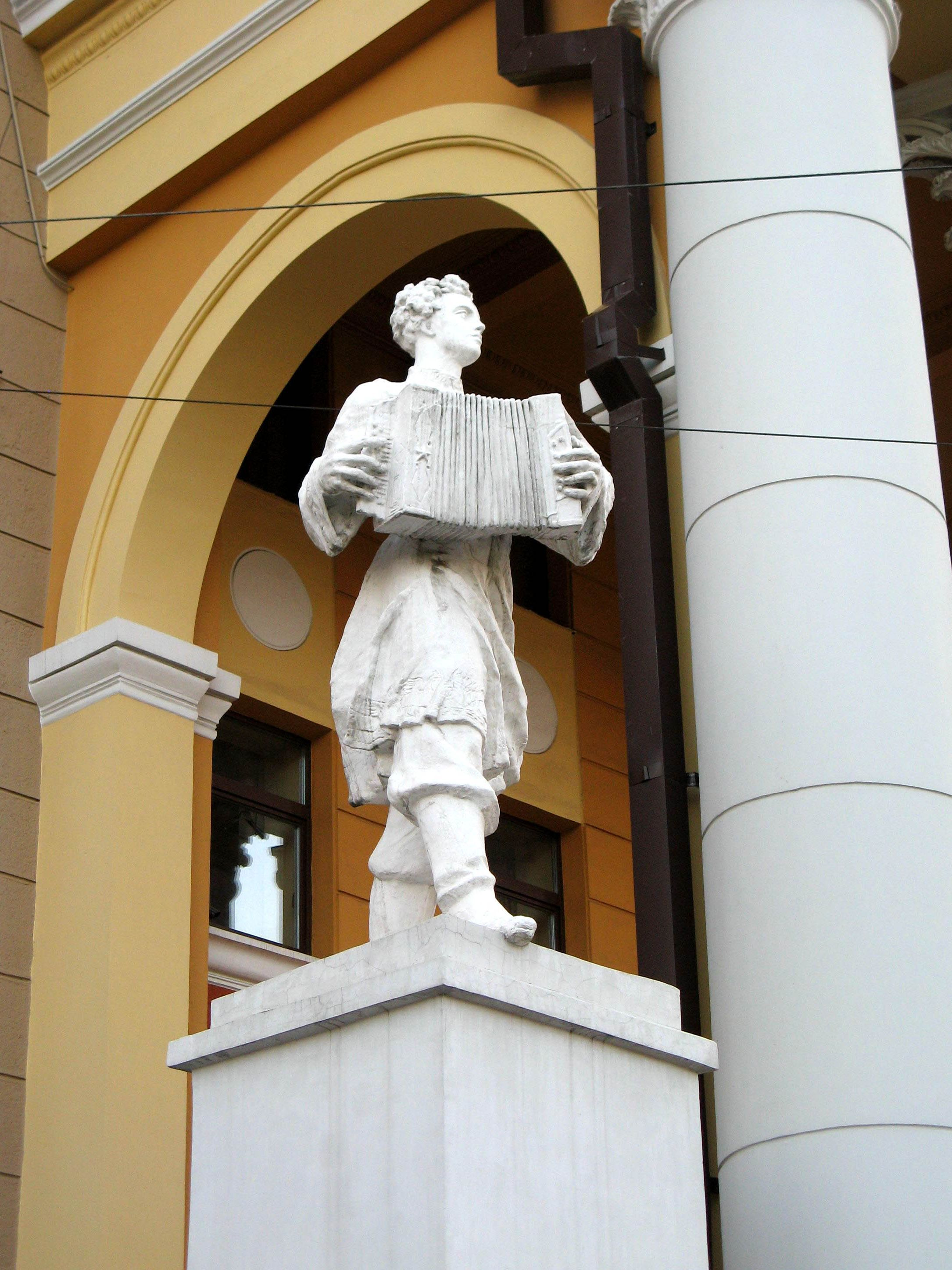
Левый «Музыкант»
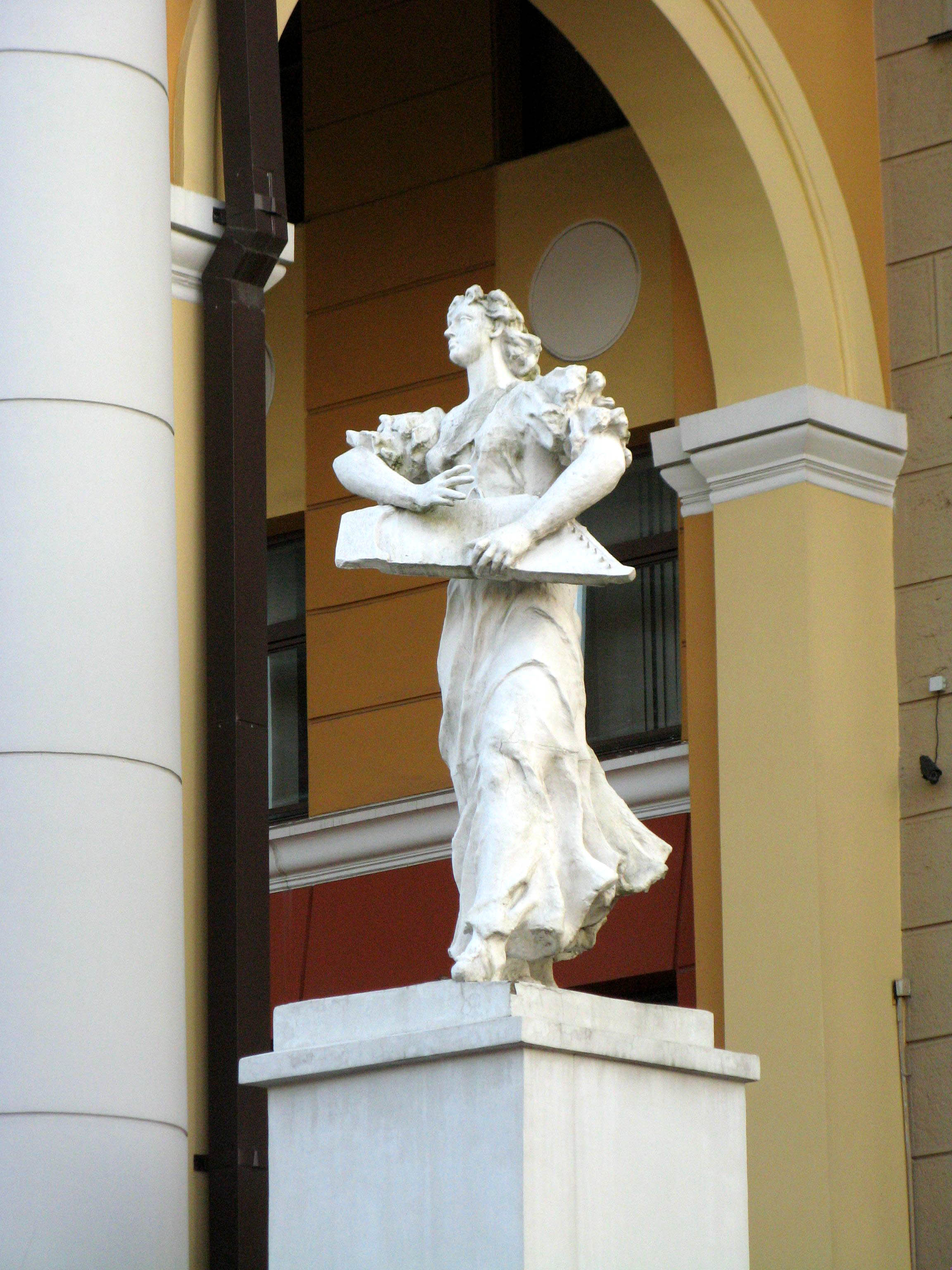
Правый «Музыкант»

## Интерьер
Вестибюль здания оформлен сдвоенными пилястрами дорического ордера, облицованными мрамором, колоннами дорического и коринфского ордеров. Полы вестибюля облицованы цветными полированными гранитными плитами.
Главное фойе оформлено зеркалами, повторяющими форму и размеры витражных окон. На стенах фойе выполнены живописные панно по эскизам Саввы Бродского, на потолке — рельефные орнаменты. Пол в фойе набран паркетом.
Ступени и ограждения парадных лестниц, соединяющих вестибюль, фойе и верхние этажи, отделаны мрамором.
Зрительный зал состоит из партера, бенуаров, ложи бенуара, двух ярусов и в настоящее время вмещает в себя более 600 зрителей. Стены и потолок зрительного зала также украшены живописными панно и рельефными орнаментами работы Саввы Бродского по эскизам Сергея Конёнкова. Портал сцены декорирован пилястрами. Знаковым элементом зрительного зала является театральная люстра с подвесками из чешского хрусталя. Во время реставрации 2006—2009 гг. по спецзаказу были изготовлены заново все хрустальные элементы люстры.

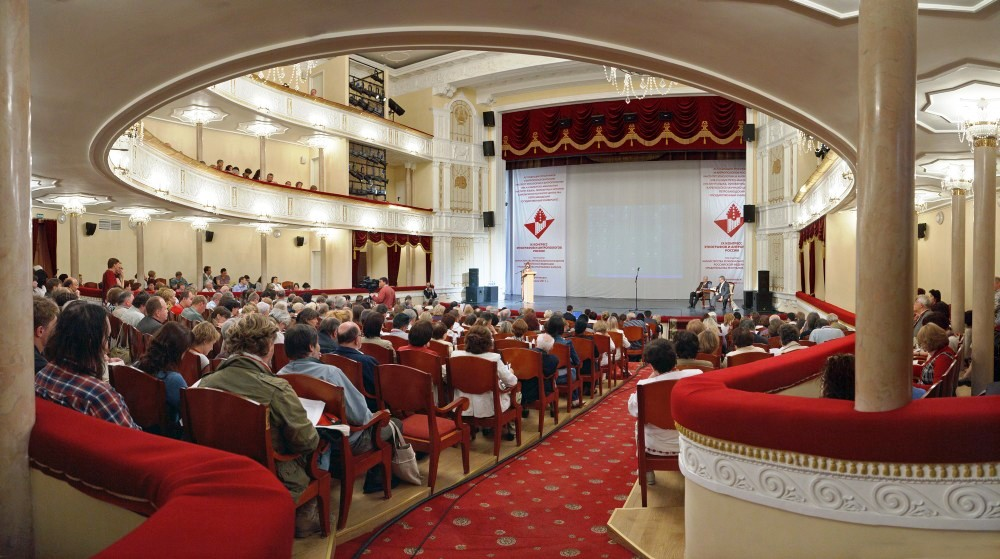
Зрительный зал
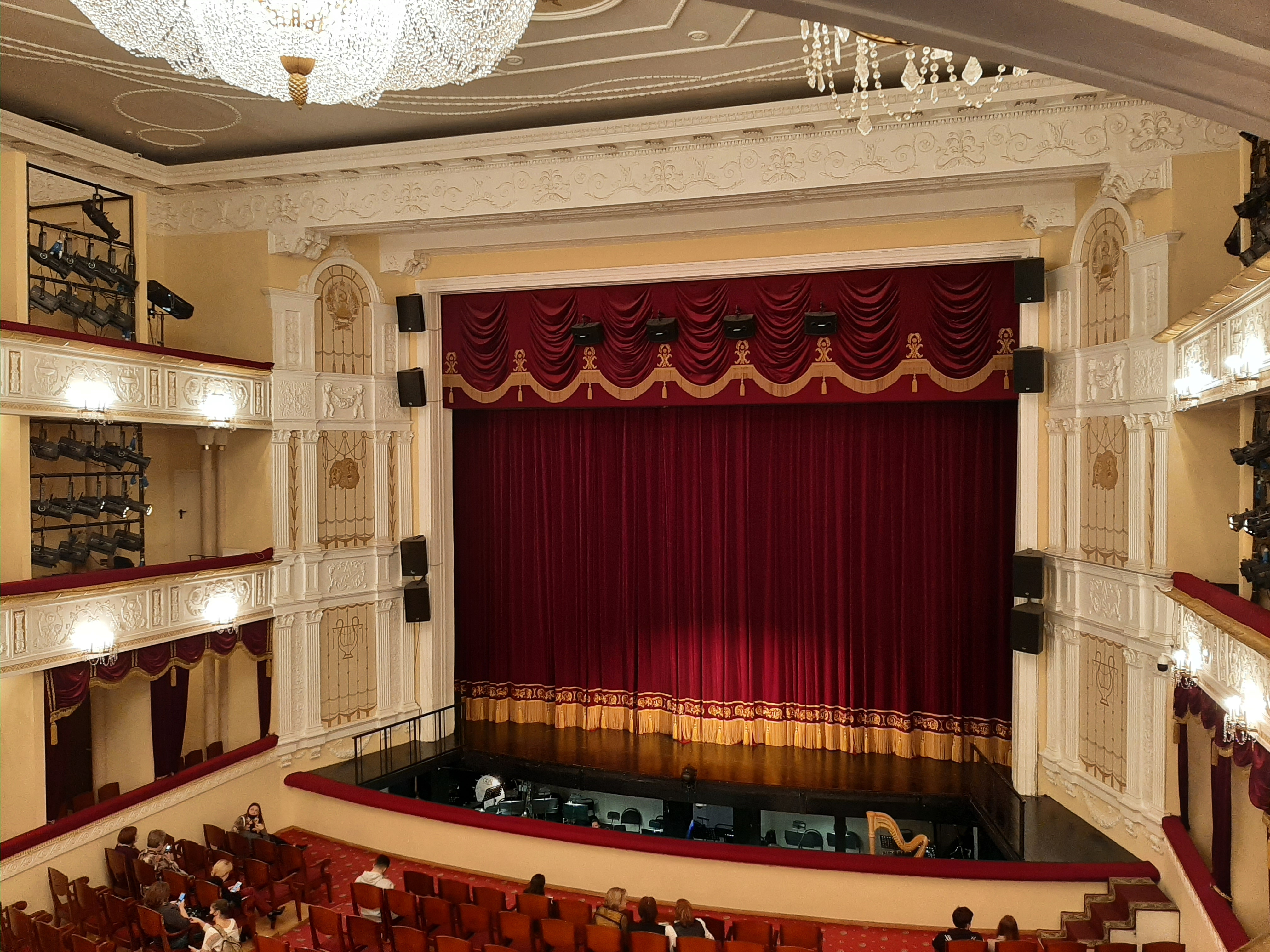
Сцена
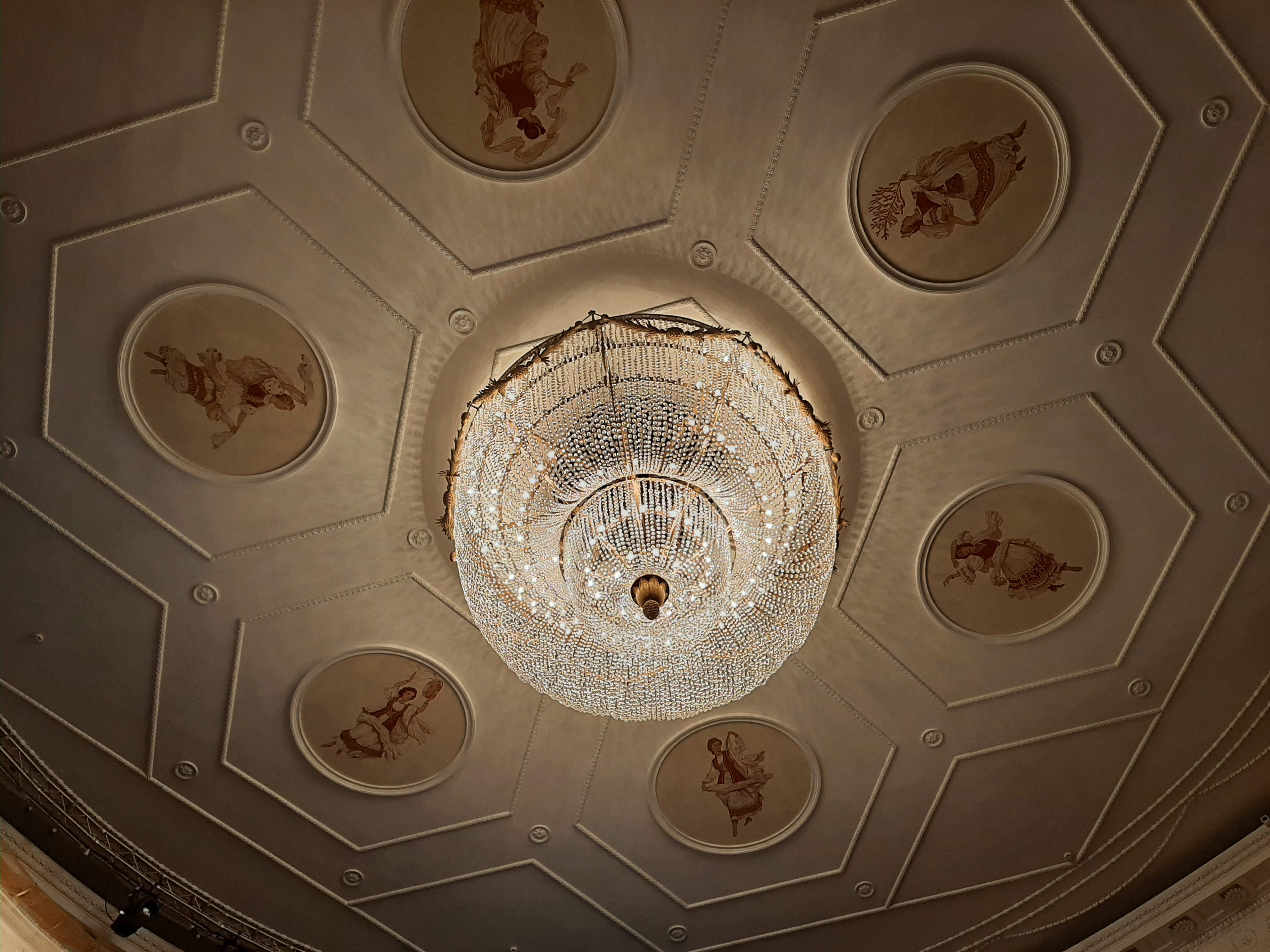
Люстра в зрительном зале
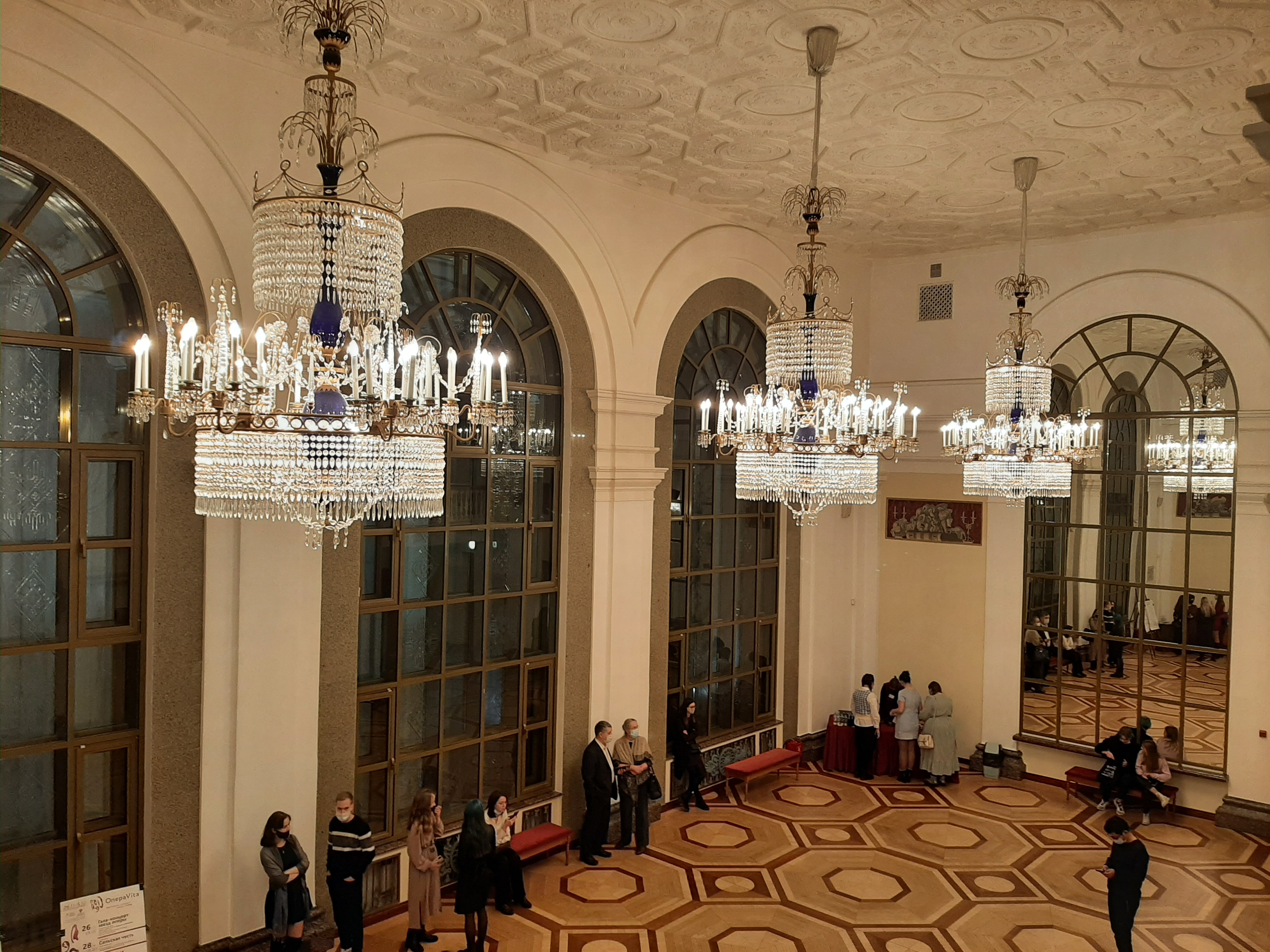
Фойе
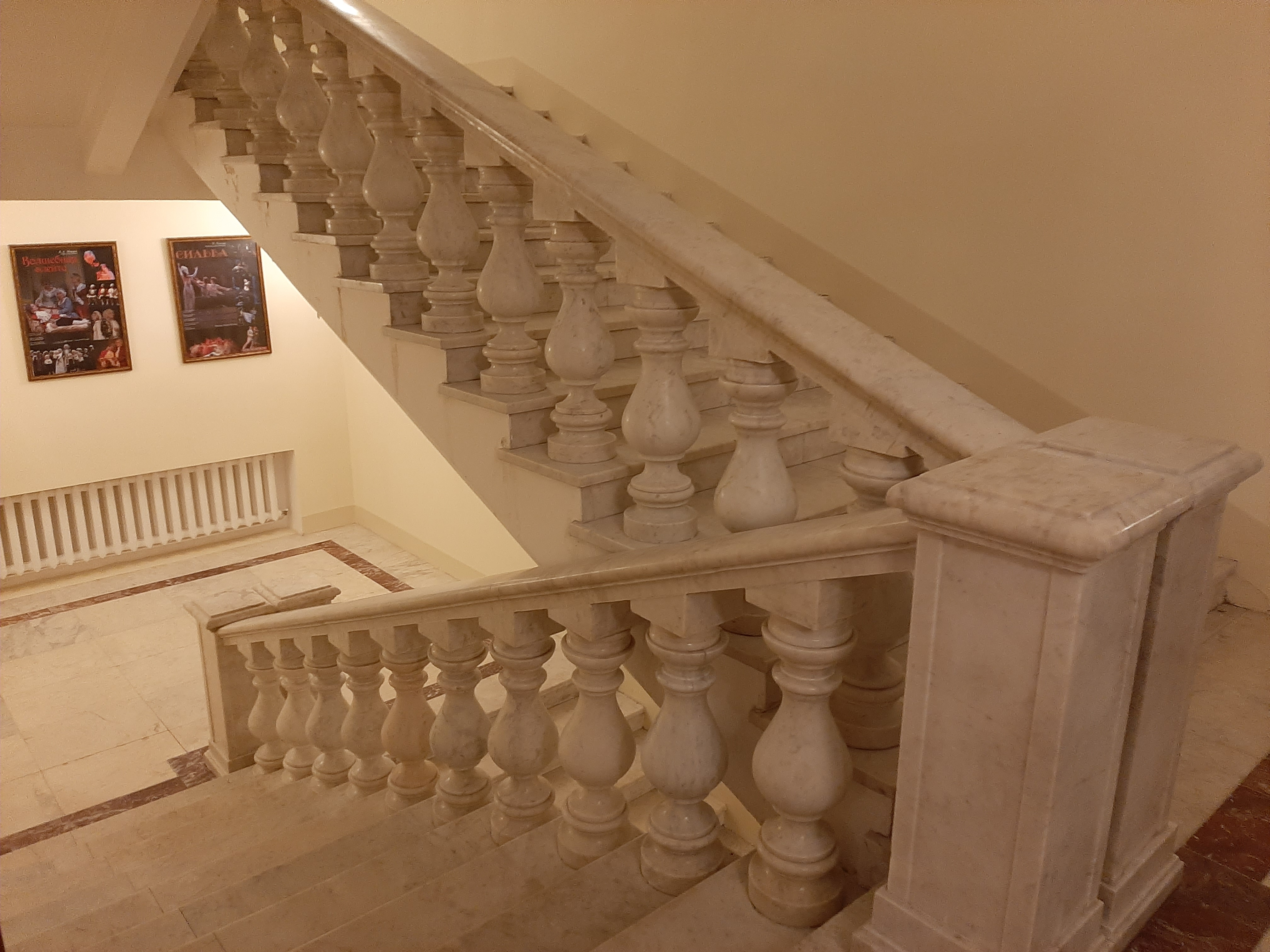
Одна из парадных лестниц
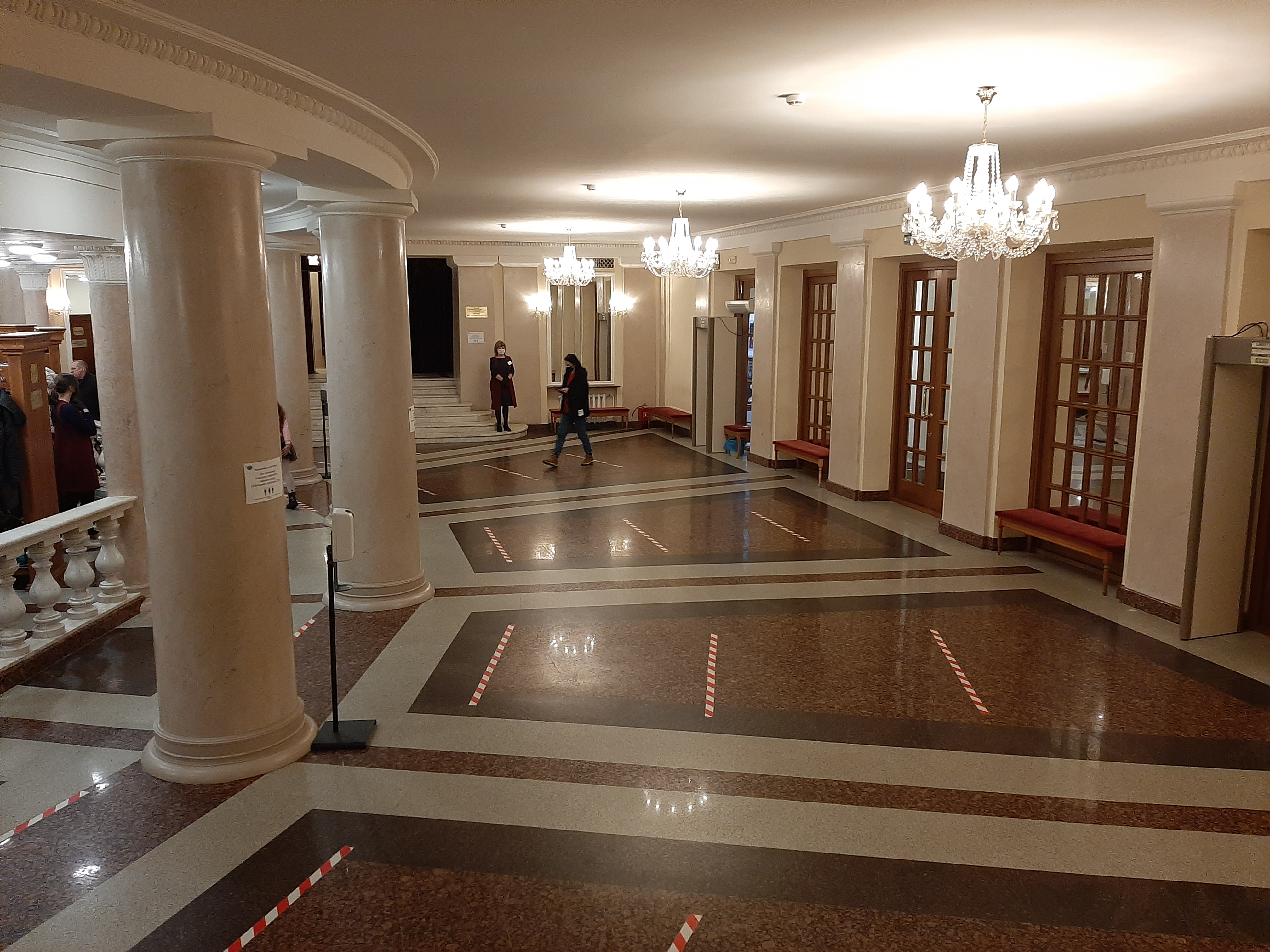
Вестибюль